# Karin Schubert
Karin Johanna Schubert (Amburgo, 26 novembre 1944) è un'ex attrice pornografica ed ex attrice cinematografica tedesca naturalizzata italiana.
Divenne molto nota in Italia negli anni settanta durante il periodo d'oro del cinema di genere e della commedia sexy all'italiana.

## Biografia
Iniziò la sua carriera interpretando piccoli ruoli in film di costume o musicarelli, nella seconda metà degli anni sessanta. La popolarità della Schubert aumentò drasticamente nel settembre 1970, quando la stampa rosa pubblicò un servizio fotografico sul flirt balneare avuto con il motociclista Giacomo Agostini. In seguito venne scritturata in film della commedia erotica all'italiana (il più noto Quel gran pezzo dell'Ubalda tutta nuda e tutta calda, nella quale è co-protagonista insieme a Pippo Franco, Edwige Fenech e Umberto D'Orsi), diventandone una delle protagoniste più conosciute in quegli anni.
Sul finire degli anni settanta, l'attrice accettò la proposta di apparire senza veli in alcune riviste patinate. Negli anni ottanta, dopo aver partecipato a numerosi film del genere (La dottoressa sotto il lenzuolo) e soprattutto a due lungometraggi della serie Emanuelle nera con Laura Gemser, passò definitivamente al genere hardcore, sia su pellicola sia sulle riviste del settore; il primo film fu Morbosamente vostra del 1985.
Si è dedicata per breve tempo al "telefono erotico", promuovendo tale servizio in apparizioni pubblicitarie su alcune televisioni private del Nord Italia. La motivazione che spinse la Schubert a lavorare in questo settore fu di natura economica, legata anche alla volontà di procurare il denaro necessario per aiutare il figlio, che le procurava violenza fisica, a uscire dal tunnel della droga, unita alla crisi che aveva investito il cinema italiano e alla mancanza di scritture in produzioni di rilievo. Ospite di una puntata del Maurizio Costanzo Show, la Schubert denunciò la violenza e i ricatti a cui aveva dovuto sottostare per ottenere parti cinematografiche nelle pellicole pornografiche.
Si è ritirata nel 1997, dopo essere stata intervistata per il libro Moana e le altre, scritto da Andrea Di Quarto e Michele Giordano.

## Vita privata
Il 1º settembre 1994, oppressa dalla solitudine e dalla povertà, tentò il suicidio ingerendo barbiturici e mezza bottiglia di vodka, ma venne soccorsa in tempo dai vicini di casa. Di nuovo il 20 maggio 1996 tentò di togliersi la vita, questa volta mediante intossicazione col monossido di carbonio dell'auto; prontamente soccorsa anche in questa occasione, si salvò con una prognosi di alcune settimane. In un'intervista televisiva dell'ottobre 1994 a Il Fatto di Enzo Biagi, rivelò di aver subìto molestie da suo padre all'età di 11 anni.
Ha vissuto a lungo in una villetta a Manziana, tra Roma e Viterbo, in compagnia dei suoi cani.

## Filmografia

Karin Schubert in Mania di grandezza (1971)

Karin Schubert in Racconti proibiti... di niente vestiti (1972)

Guido Celano (a sinistra) e Karin Schubert (a destra) in Lo sgarbo (1975)

Karin Schubert (a destra) con Laura Gemser in Emanuelle nera (1975)

Karin Schubert in Emanuelle - Perché violenza alle donne? (1977)

### Filmografia tradizionale
- Dem Täter auf der Spur – serie TV, episodio 1x03 (1968) (non accreditata)
- Io ti amo, regia di Antonio Margheriti (1968)
- L'ago sotto la pelle, regia di Rolf Olsen (1968) (non accreditata)
- Du - Zwischenzeichen der Sexualität, regia di Gerhard Zenkel (1968)
- Riuscirà la nostra cara amica a rimanere vergine fino alla fine della nostra storia?, regia di Hubert Frank (1969)
- Satiricosissimo, regia di Mariano Laurenti (1970)
- Pussycat, Pussycat, I Love You, regia di Rod Amateau (1970)
- Una spada per Brando, regia di Alfio Caltabiano (1970)
- Il prete sposato, regia di Marco Vicario (1970)
- I due maghi del pallone, regia di Mariano Laurenti (1970)
- Vamos a matar compañeros, regia di Sergio Corbucci (1970)
- Gli occhi freddi della paura, regia di Enzo G. Castellari (1971)
- Ore di terrore, regia di Christos Kefalas e Guido Leoni (1971)
- Mania di grandezza, regia di Gérard Oury (1971)
- ...Scusi, ma lei le paga le tasse?, regia di Mino Guerrini (1971)
- Un'estate, un inverno – miniserie TV, episodio 1x02 (1971)
- Barbablù, regia di Edward Dmytryk (1972)
- L'attentato, regia di Yves Boisset (1972)
- Quel gran pezzo dell'Ubalda tutta nuda e tutta calda, regia di Mariano Laurenti (1972)
- Racconti proibiti... di niente vestiti, regia di Brunello Rondi (1972)
- La punition, regia di Pierre-Alain Jolivet (1973)
- Tutti per uno botte per tutti, regia di Bruno Corbucci (1973)
- Il bacio di una morta, regia di Carlo Infascelli (1974)
- France société anonyme, regia di Alain Corneau (1974)
- Questa volta ti faccio ricco!, regia di Gianfranco Parolini (1974)
- La casa della paura, regia di William Rose e Dick Randall (1974)
- Mio Dio, come sono caduta in basso!, regia di Luigi Comencini (1974)
- Valse à trois, regia di Fernand Rivard (1974)
- L'ammazzatina, regia di Ignazio Dolce (1974)
- Il pavone nero, regia di Osvaldo Civirani (1975)
- L'uomo che sfidò l'organizzazione, regia di Sergio Grieco (1975)
- Emanuelle nera, regia di Albert Thomas (1975)
- Lo sgarbo, regia di Marino Girolami (1975)
- La dottoressa sotto il lenzuolo, regia di Gianni Martucci (1976)
- Metti le donne altrui ne lo mio letto..., regia di Ramón Fernández (1976)
- Il buio intorno a Monica, regia di Ramón Fernández (1976)
- Frittata all'italiana, regia di Alfonso Brescia (1976)
- Emanuelle - Perché violenza alle donne?, regia di Joe D'Amato (1977)
- Allarme nucleare, regia di Cesare Canevari (1978)
- Una donna particolare, regia di Jean-Marie Pallardy (1979)
- Lo scoiattolo, regia di Guido Zurli (1979)
- L'infermiera nella corsia dei militari, regia di Mariano Laurenti (1979)
- Venere nera, regia di Claude Mulot (1983)
- Invierno en Marbella, regia di José Luis Madrid (1983)
- Christina y la reconversión sexual, regia di Francisco Lara Polop (1984)
- Hanna D. - La ragazza del Vondel Park, regia di Rino Di Silvestro (1984)
- The Panther Squad, regia di Pierre Chevalier (1984)
- Rose rosse per una squillo, regia di Albert Barney, Pino Buricci e Bruno Gaburro (1993)
- Joe D'Amato Totally Uncut, regia di Roger A. Fratter (1999)

### Filmografia pornografica
- Chaude et perverse Emilia (1978)
- Morbosamente vostra (1985)
- Ricordi di notte (1986)
- Karin l'ingorda (1986)

Karin Schubert in Karin moglie vogliosa (1987)

- Supermaschio per mogli viziose (1987)
- Osceno (1987)
- Altri desideri di Karin (1987)
- Karin moglie vogliosa (1987)
- Orgia Libera (1987)
- Nata per amare - Prima parte (1987)
- Nata per amare - Prima parte (1987)
- I vizi segreti di Karin (1987)
- Il vizio nel ventre (1987)
- Karin e Barbara le supersexystar (1988)
- Mafia Connection (1989)
- La parisienne (1989)
- Eravamo così (1989)
- Wiener Glut 1 (1990)
- Wiener Glut 2 (1990)
- Stone Clan Teil 1 (1991)
- Stone Clan Teil 2 (1991)
- Una zia due nipotine 30 cm. di cameriere (1993)
- Le tre porcelline (1993)
- Le avventure erotiX di Cappuccetto Rosso (1993)
- Enfoncées bien à fond (1994)
- Divisione di colpi (1994)

## Doppiatrici italiane
- Rita Savagnone ne I due maghi del pallone
- Laura Betti in Vamos a matar compañeros
- Fiorella Betti in Barbablù, Quel gran pezzo dell'Ubalda tutta nuda e tutta calda
- Maria Pia Di Meo in Tutti per uno botte per tutti
- Noemi Gifuni in Il bacio di una morta
- Germana Dominici in Emanuelle nera
- Vittoria Febbi in La dottoressa sotto il lenzuolo
- Flaminia Jandolo in L'infermiera nella corsia dei militari
- Mirella Pace in Supermaschio per mogli vogliose